# DJ Kentaro
DJ Kentaro хіп-хоп діджей з Японії. Він зайняв третє місце в категорії "техніка" на DMC World DJ Final в 2001 і тут же переміг в 2002 у віці 20-ти років. Зробивши це він став першим в історії азіатом, що переміг на DMC World DJ Final, Отримавши від суддів найбільшу кількість очок в історії DMC

## DJ Awards
- 2002 DMC World Final - Чемпіон
- 2002 DMC Japan Final - Чемпіон
- 2001 DMC World Final - Третє місце
- 2001 DMC Japan Final - Чемпіон
- 2001 Teens DJ Championships - Чемпіон
- 2000 VESTAX Extravaganza - Світовий фіналіст
- 2000 ITF Japan - друге місце

## Дискографія
- Enter: dj Kentaro (1st album, 2007) включає виступи Spank Rock і Pharcyde
- Pressure Sounds Presents: "Tuff Cuts" Dj Kentaro's Crucial Mix (Pressure Sounds 2008 - Reggae)
- Nama: Live Mix" (Endeavor) 2008 включно з треками від Hexstatic, Spank Rock, Squarepusher і власні треки DJ Kentaro's
- Contrast (Ninjatune, 2012)